# Championnat d'Islande de football 1959
Navigation
Saison précédente Saison suivante
La saison 1959 du Championnat d'Islande de football était la 48e édition de la première division islandaise. Pour la première fois dans l'histoire du championnat, les rencontres vont se disputer en matchs aller-retour, ce qui va doubler le nombre de rencontres (qui passe de 15 à 30 matchs par saison). 
C'est le KR Reykjavik qui termine en tête du championnat après avoir remporté ses 10 matchs de championnat. C'est le 16e titre de champion d'Islande de l'histoire du club.  
Le club de þrottur Reykjavik fait l'ascenseur puisqu'il n'arrive pas à se maintenir au sein de la 1. Deild.

## Les 6 clubs participants
| \| Reykjavik: · Fram - Valur - KR - þrottur IA Akranes ÍBK Keflavík \| Clubs participants |
| Reykjavik: · Fram - Valur - KR - þrottur IA Akranes ÍBK Keflavík                          |

| Club              | Classement 1958 | Stade            | Ville     |
| ----------------- | --------------- | ---------------- | --------- |
| IA Akranes        | 1               | Akranesvöllur    | Akranes   |
| Fram Reykjavik    | 5               | Melavöllur       | Reykjavik |
| ÍBK Keflavík      | 4               | Keflavíkurvöllur | Keflavik  |
| KR Reykjavik      | 2               | Melavöllur       | Reykjavik |
| þrottur Reykjavik | 2. Deild        | Melavöllur       | Reykjavik |
| Valur Reykjavik   | 3               | Melavöllur       | Reykjavik |

## Compétition

### Classement
Le barème de points servant à établir le classement se décompose ainsi :
- Victoire : 2 points
- Match nul : 1 point
- Défaite : 0 point

| Rang | Équipe              | Pts | J  | G  | N | P | Bp | Bc | Diff |
| ---- | ------------------- | --- | -- | -- | - | - | -- | -- | ---- |
| 1    | KR Reykjavik        | 20  | 10 | 10 | 0 | 0 | 41 | 6  | +35  |
| 2    | ÍA Akranes T        | 11  | 10 | 5  | 1 | 4 | 30 | 19 | +11  |
| 3    | Fram Reykjavik      | 11  | 10 | 4  | 3 | 3 | 19 | 18 | +1   |
| 4    | Valur Reykjavik     | 11  | 10 | 5  | 1 | 4 | 18 | 25 | -7   |
| 5    | ÍBK Keflavík        | 5   | 10 | 2  | 1 | 7 | 18 | 30 | -12  |
| 6    | þrottur Reykjavik P | 2   | 10 | 0  | 2 | 8 | 9  | 37 | -28  |

|  | Champion d'Islande 1959 |
|  | Relégation en 2. Deild  |

### Matchs
| Résultats (▼dom., ►ext.)                                   | Fra | þro | Akr | Kef | KR  | Val |
| Fram                                                       |     | 2-2 | 3-2 | 3-1 | 0-1 | 0-0 |
| þrottur Reykjavik                                          | 1-5 |     | 0-5 | 1-1 | 1-3 | 2-3 |
| ÍA Akranes                                                 | 2-2 | 2-1 |     | 9-0 | 0-2 | 3-1 |
| ÍBK Keflavík                                               | 0-3 | 8-1 | 2-3 |     | 0-3 | 3-2 |
| KR Reykjavik                                               | 7-0 | 5-0 | 4-2 | 3-2 |     | 7-1 |
| Valur Reykjavik                                            | 2-1 | 3-0 | 4-2 | 2-1 | 0-6 |     |
| - Victoire à domicile - Match nul - Victoire à l'extérieur |     |     |     |     |     |     |

## Bilan de la saison
| Tableau d'Honneur                 |              |
| Compétition                       | Vainqueur    |
| Championnat d'Islande de football | KR Reykjavik |

| Promotion et relégation |                   |
| Relégué en 2. Deild     | þrottur Reykjavik |
| Promu en 1. Deild       | ÍBA Akureyri      |

## Meilleurs buteurs
| # | Buteurs           | Clubs        | Nb de Buts |
| - | ----------------- | ------------ | ---------- |
| 1 | Þórólfur Beck     | KR Reykjavik | 11         |
| 2 | Ríkharður Jónsson | ÍA Akranes   | 10         |
| 2 | Þorður Jónsson    | ÍA Akranes   | 10         |
| 2 | Sveinn Jónsson    | KR Reykjavik | 10         |
| 5 | Ellert B. Schram  | KR Reykjavik | 8          |